# Żorany
Żorany (lit. Žarėnai) – miasteczko na Litwie, położone w okręgu telszańskim i w rejonie telszańskim. Liczy 588 mieszkańców (2001).